# Gaga monstraparva
Gaga monstraparva är en kantbräkenväxtart som beskrevs av Fay W.Li och Windham. Gaga monstraparva ingår i släktet Gaga och familjen Pteridaceae. Inga underarter finns listade.